# Futuriáni

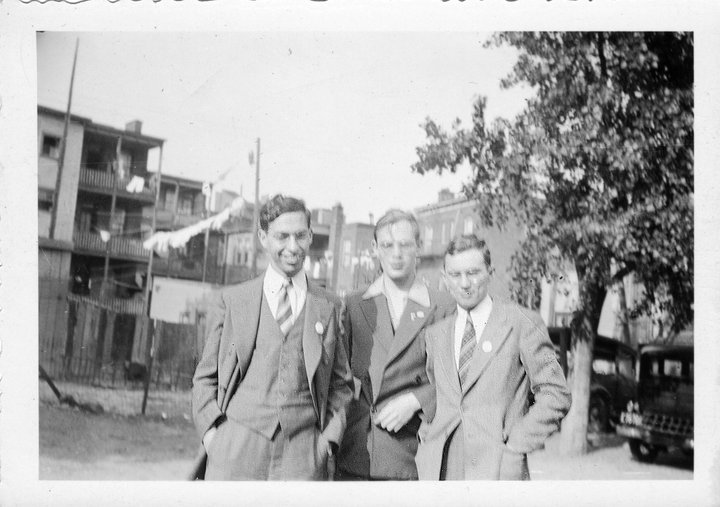
Donald A. Wollheim, Frederik Pohl a John Michel roku 1938

Futuriáni (anglicky The Futurians) byl název skupiny fanoušků science fiction, z nichž mnozí se později stali významnými vydavateli, redaktory a spisovateli. Skupina byla založena v New Yorku a stala se hlavní silou v rozvoji sci-fi literatury a sci-fi fandomu v letech 1938–1945.

## Vznik a činnost skupiny
Za zakladatele skupiny je považován Donald A. Wollheim a skupina úředně vznikla v září roku 1938 jako The Futurian Science Literary Society of New York. Název skupiny byl odvozen od britského sci-fi fanzinu The Futurians řízeného Johnem Michaelem Rosenblumem.
Podle autobiografie Isaaca Asimova In Memory Yet Green se Futuriáni odtrhli od Greater New York Science Fiction Club, kterému tehdy předsedal Sam Moskowitz, protože obhajovali otevřenější a v podání Donalda A. Wollheima a Johna Michela i dosti radikální politické postoje, se kterými Moskowitz nesouhlasil.
Frederik Pohl zase ve své autobiografii The Way the Future Was píše, že původ skupiny je spojen se Science Fiction League, založenou Hugem Gernsbackem roku 1934, konkrétně s její newyorskou pobočkou Brooklyn Science Fiction League (BSFL), jejímiž členy byl kromě Pohla také Wollheim, Michel a Robert A. W. Lowndes (tito čtyři sami sebe nazývali Quadrumvirate).
Podle tehdejšího názoru futuriánů byl fandom nejpokrokovější složkou společnosti a jeho povinností bylo pracovat na vytváření pozitivní budoucnosti. Mnozí z členů také nesouhlasili s campbellovskou technicistní koncepcí science fiction, čímž skupina přispěla k další diferenciaci americké sci-fi.
Ačkoliv se činnost Futuriánů zaměřovala hlavně na publikaci fanzinů a organizaci fandomu, dokázala kolem sebe soustředit mnoho mladých fanoušků sci-fi, výtvarníků, začínajících editorů i talentovaných spisovatelů, a sehrála tak velmi významnou roli ve vzniku a rozvoji tzv. Zlatého věku science fiction.

## Významní členové v abecedním pořadí
- Isaac Asimov
- James Blish
- Virginia Kiddová
- Damon Knight
- Cyril M. Kornbluth
- Robert A. W. Lowndes
- Judith Merrilová
- John Michel
- Frederik Pohl
- Arthur W. Saha
- Larry Shaw
- Richard Wilson
- Donald A. Wollheim